# Aeroportul Brest Bretagne
Aeroportul Brest Bretagne (IATA: BES, ICAO: LFRB) este un aeroport din Guipavas, Finistère, Bretania, Zona de apărare și securitate Vest⁠(d), Franța metropolitană, Franța ce deservește zona Brest. Aeroportul a fost tranzitat în 2022 de 801.854 de pasageri. A fost numit după zona deservită.
Situat la o altitudine de 99 m, aeroportul dispune de 2 piste.

## Infrastructură

### Piste
Aeroportul dispune de 2 piste. Pista 07R/25L are suprafața de asfalt și dimensiunile 3.100 m × 45 m. Pista 07L/25R are suprafața de asfalt și dimensiunile 700 m × 17 m. 